# Notophysis lucanoides
Notophysis lucanoides là một loài bọ cánh cứng trong họ Cerambycidae.